# Turkey (Texas)
Turkey è un comune (city) degli Stati Uniti d'America della contea di Hall nello Stato del Texas. La popolazione era di 421 abitanti al censimento del 2010.

## Geografia fisica
Turkey è situata a 34°23′39″N 100°53′41″W (34.394248, −100.894736).
Secondo lo United States Census Bureau, la città ha una superficie totale di 2,12 km², dei quali 2,12 km² di territorio e 0 km² di acque interne (0% del totale).

## Società

### Evoluzione demografica
Secondo il censimento del 2010, la popolazione era di 421 abitanti.

### Etnie e minoranze straniere
Secondo il censimento del 2010, la composizione etnica della città era formata dal 79,57% di bianchi, l'1,9% di afroamericani, lo 0% di nativi americani, lo 0% di asiatici, lo 0% di oceanici, il 16,86% di altre razze, e l'1,66% di due o più etnie. Ispanici o latinos di qualunque razza erano il 33,97% della popolazione.